# إريكا دي سوزا
إريكا دي سوزا (بالبرتغالية: Érika Cristina de Souza) مواليد 9 مارس 1982 في ريو دي جانيرو، هي لاعبة كرة سلة برازيلية. بدأت مسيرتها الاحترافية في سنة 2002. تلعب مع فريق سان أنطونيو ستارز في دوري الاتحاد الوطني لكرة السلة النسائية كلاعب وسط. يبلغ طولها 6 قدم 5 بوصة (2.0 م). مثلت منتخب بلادها. شاركت في دورة الألعاب الأولمبية الصيفية سنة 2004. حققت المركز الأول في بطولة أمم الأمريكتين لكرة السلة 2001. فازت بلقب دوري المحترفات. شاركت 3 مرات في مباراة كل النجوم.

## المسيرة الاحترافية
لعبت مع لوس أنجلوس سباركس في سنة 2002، ثم لعبت مع روس كاسارس فالنسيا من سنة 2006 إلى 2010، ثم لعبت مع كونيتيكت صن في سنة 2007، ثم لعبت مع أتلانتا دريم من سنة 2008 إلى 2015، ثم لعبت مع نادي أفينيدا لكرة السلة للسيدات من سنة 2010 إلى 2012، ثم لعبت مع نادي سبورت ريسيفه في موسم 2013–2014.

## الميداليات
| الميدالية | المسابقة                             |
| --------- | ------------------------------------ |
| ذهبية     | بطولة أمم الأمريكتين لكرة السلة 2001 |
| ذهبية     | بطولة أمم الأمريكتين لكرة السلة 2003 |
| ذهبية     | بطولة أمم الأمريكتين لكرة السلة 2011 |
| فضية      | بطولة أمم الأمريكتين لكرة السلة 2005 |
| برونزية   | دورة الألعاب الأمريكية 2011          |

## روابط خارجية
- إريكا دي سوزا على موقع الاتحاد الدولي لكرة السلة (الإنجليزية)
- إريكا دي سوزا على موقع الاتحاد الوطني لكرة السلة النسائية (الإنجليزية)
- إريكا دي سوزا على موقع كرة السلة الأوروبية.كوم (الإنجليزية)
- إريكا دي سوزا على موقع بروبوليرز (الإنجليزية)
- إريكا دي سوزا على موقع سبورتس رفرنس (الإنجليزية)
- إريكا دي سوزا على موقع سبورتس رفرنس (الإنجليزية)
- إريكا دي سوزا على موقع أوليمبيديا (الإنجليزية)
- إريكا دي سوزا على موقع اللجنة الأولمبية البرازيلية (البرتغالية)